# Kuna de Wargandí
Kuna de Wargandí is een deelgemeente (corregimiento) van de gemeente (distrito) Pinogana in de provincie Darién in Panama. In 2015 was het inwoneraantal 2750.
De comarca werd in 2000 gesticht en ligt in het noorden van de provincie. Het gebied wordt voornamelijk bewoond door Kuna-indianen.
Bocas del Toro · Chiriquí · Coclé · Colón · Darién · Herrera · Los Santos · Panamá · Panamá Oeste · Veraguas